# Левченко Лариса Леонідівна
Левченко Лариса Леонідівна (24 вересня 1969 року, смт Доманівка, Миколаївська область)  — доктор історичних наук, професор, директор державного архіву Миколаївської області та Центрального державного архіву вищих органів влади та управління.

## Біографія
Народилася 24 вересня 1969 року, смт Доманівка Миколаївської області. Протягом 1987—1992 року навчалася в Московському державному історико-архівному інституті (нині — Московський історико-архівний інститут Російського державного гуманітарного університету), закінчивши який, отримала диплом документознавця зі спеціалізацією «технологія інформаційних процесів». Під час навчання брала участь у проєкті зі створення Центрального банку даних загиблих та зниклих безвісти у роки Великої Вітчизняної війни «Книга пам'яті», який з 1989 року реалізовувався під керівництвом Радянського фонду миру (нині — Міжнародна асоціація фондів миру) при Всесоюзному науково-дослідному інституті документознавства та архівної справи (ВНДІДАД, Москва).
З жовтня 1992 року працює в Державному архіві Миколаївської області (м. Миколаїв, Україна) на посадах архівіста І категорії, начальника відділу автоматизованих архівних технологій (1995—2001), заступника директора з основної діяльності (2001—2003). З 27 жовтня 2003 року — директор держархіву Миколаївської області.
У листопаді 2003 року захистила кандидатську дисертацію на тему «Миколаївське і Севастопольське військове губернаторство, 1805—1900 рр.» за спеціальністю 07.00.01 — Історія України (Спеціалізована вчена рада Донецького національного університету; науковий керівник — завідувач кафедри міжнародних відносин та зовнішньої політики МДГУ імені Петра Могили комплексу «Києво-Могилянська Академія», доктор історичних наук, професор Тригуб Петро Микитович). 2006 року у видавництві Миколаївського державного гуманітарного університету імені Петра Могили випустила навчальний посібник «Історія Миколаївського і Севастопольського військового губернаторства (1805—1900 рр.)», рекомендований Міністерством освіти і науки України для студентів вищих навчальних закладів (лист від 13.01.2005 № 14/18.2-63).
2013 року опублікувала монографію «Архіви і архівна справа Сполучених Штатів Америки: історія та організація». У вересні 2014 року захистила докторську дисертацію на тему «Розвиток архівної справи в Сполучених Штатах Америки (кінець XVIII — початок ХХІ ст.)» за спеціальністю 27.00.02 — документознавство, архівознавство (Спеціалізована вчена рада Національної бібліотеки України імені В. І. Вернадського; науковий консультант — заслужений діяч науки і техніки України, доктор історичних наук, професор Матяш Ірина Борисівна).
Викладацьку діяльність розпочала наприкінці 1990-х рр. у Південнослов'янському інституті Київського славістичного університету (викладала курси «історії південних і західних слов'ян» та «міжнародної інформації» студентам спеціальності «міжнародні відносини»); надалі викладала курси «архівознавства», «історії державних установ», інші історичні та документознавчі дисципліни на кафедрі документознавства та інформаційних систем Миколаївського філіалу Київського національного університету культури і мистецтв. З 2011 року — старший викладач, доцент кафедри історії Чорноморського державного університету імені Петра Могили (м. Миколаїв), викладач курсів «архівознавства» та «історії державних установ».
Учасник XV, XVI, XVII Міжнародних конгресів архівів (Відень, Австрія, 2004 р.; Куала-Лумпур, Малайзія, 2008 р.; Брисбен, Австралія, 2012 р.); VIII Міжнародної міждисциплінарної конференції з іудаїки «Сефер» (Москва, 2000 р.); XL Міжнародної конференції Круглого столу архівів (Квебек, Канада, 2007 р.); Щорічної конференції Товариства російських німців в Америці (США, 2009 р.); Міжнародної українсько-угорської конференції з архівних наук (Дебрецен, Угорщина, 2010 р.); Другої конференції архівів слов'янських країн (Любляна, Словенія, 2011 р.); Міжнародної вищої архівної конференції (Париж, Франція, 2012 р.), пройшла стажування в Міжнародній школі Голокосту (Єрусалим, Ізраїль, 2014 р.), учасник інших міжнародних та Всеукраїнських наукових конференцій.
Член Національної спілки краєзнавців України, заступник голови Миколаївської обласної організації Національної спілки краєзнавців України, член Спілки архівістів України. Член Миколаївської обласної редакційної колегії видань «Реабілітовані історією», «Книга пам'яті України» та інших суспільно-значущих видань.
Коло наукових інтересів — історія архівів та архівної справи, теорія та практика архівної справи за кордоном, у тому числі в Сполучених Штатах Америки, Польщі, Ізраїлі, Великій Британії та в інших країнах світу; дослідження біографій зарубіжних істориків-архівістів; історія Миколаївщини та Півдня України; американістика та юдаїка.
Автор близько 100 наукових праць.
Розпорядженням Кабінету Міністрів України призначена на посаду заступника Голови Укрдежрархіву з 08 вересня 2020 року.
Нагороди: за особистий внесок у розвиток архівної справи, поширення правди про історичне минуле України, високий професіоналізм Указом Президента України від 22 грудня 2008 року № 1193/2008 «Про нагородження працівників архівної справи» нагороджена Орденом княгині Ольги ІІІ ступеня; за вагомий внесок у розвиток архівної справи нагороджена Почесною Грамотою Державного комітету архівів України (наказ від 1 грудня 2006 року № 115-к); за участь у проекті з відновлення імен жертв Голокосту «The Shoah Victims’ Names Recovery Project» нагороджена Подякою керівництва Меморіального комплексу Катастрофи та героїзму єврейського народу Яд Вашем (Єрусалим, Ізраїль; червень 2007 р.); дипломи «Автор року-2012», «Автор року-2013» редакції науково-практичного журналу «Архіви України»; нагороджена премією редакції збірника "Інгульський степ" 2020 року за значний внесок в розвиток історичного краєзнавства Степової України.

## Наукові праці
1. Левченко Л. Л. Миколаївське і Севастопольське військове губернаторство (1805—1900 рр.). Дисертація на здобуття наукового ступеня кандидата історичних наук за спеціальністю 07.00.01 «Історія України», 2003 р.
2. Левченко Л. Л. Розвиток архівної справи в Сполучених Штатах Америки (кінець XVIII — початок XXI ст.). Дисертація на здобуття наукового ступеня доктора історичних наук за спеціальністю 27.00.02 «Документознавство, архівознавство», 2014 р.
3. Левченко Л. Архіви і архівна справа Сполучених Штатів Америки: історія та організація: [монографія] / Лариса Левченко. — Миколаїв: Іліон, 2013. — 1204 с.
4. Левченко Л. Історія Миколаївського і Севастопольського військового губернаторства (1805—1900): Навчальний посібник. — Миколаїв: Вид-во МДГУ ім. П. Могили, 2006. — 300 с.
5. Левченко Л. Л. Миколаївське і Севастопольське військове губернаторство: історія створення та засади функціонування // Регіональна історія України. Збірник наукових статей / Головний редактор В. Смолій. — Вип. 2. — К.: Інститут історії України Національної Академії Наук України, 2008. — С. 161—182.
6. Левченко Л. Л. Збір, приймання на державне зберігання та організація використання свідчень жертв і очевидців Голодомору 1932—1933 рр. в Україні // Архіви України. — 2008, Випуск 5—6(262), вересень-грудень. — С. 16—21.
7. Левченко Л. Л. Використання інтерактивних методів у підготовці сучасного спеціаліста-міжнародника // Слов'янський альманах. Історико-культурологічне, науково-методичне видання Миколаївського відділення Українського державного славістичного центру НАН України, МОН України та Південнослов'янського інституту КСУ. — Миколаїв, 2004 (жовтень). — С. 58—64.
8. Левченко Л. Л. Вплив Кримської війни (1853—1856 рр.) на розвиток Миколаївсько-Севастопольського військового губернаторства // Історія. Етнографія. Культура. Нові дослідження. IV Миколаївська обласна краєзнавча конференція. — Миколаїв: Атол, 2002. — С. 72—80.
9. Левченко Л. Л. Статистичний аналіз національного складу населення Миколаївського військового губернаторства у ХІХ столітті (за матеріалами офіційної статистики)// Миколаївський державний гуманітарний університет ім. Петра Могили. Наукові праці: Науково-методичний журнал. Вип. 4. Історичні науки. — Миколаїв: Вид-во МДГУ ім. Петра Могили, 2002. — С. 37—42.
10. Левченко Л. Л. Судьба евреев в Николаевско-Севастопольском военном губернаторстве// Материалы 8-ой ежегодной Международной междисциплинарной конференции по иудаике. — Москва, 2001. — С. 39—54.
11. Левченко Л. Л. Межування земель в Миколаївсько-Севастопольському військовому губернаторстві в першій чверті ХІХ ст. // Український селянин. Праці науково-дослідного інституту селянства. — Черкаси, 2001. — Вип. 3. Матеріали ІІІ Всеукраїнського симпозіуму з проблем аграрної історії. — С. 121—125.
12. Левченко Л. Л. Взаємовідносини військових губернаторів з місцевим самоврядуванням Миколаєва у ХІХ ст. // Історія. Етнографія. Культура. Нові дослідження. ІІІ Миколаївська обласна краєзнавча конференція. — Миколаїв: Атол, 2000. — С. 100—109.
13. Левченко Л. Л. Управління Севастополем у складі Миколаївського і Севастопольського військового губернаторства (1805—1864 рр.) // Наукові праці. Національний університет «Києво-Могилянська Академія». Миколаївська філія. — Т. VIII. — Миколаїв, 2000. — С. 20—25.
14. Левченко Л. Л. Миколаївський військовий губернатор І. І. де Траверсе // Український історичний журнал. — Київ: Наукова думка, 2000. — № 6. — С. 94—102.
15. Левченко Л. Л. Політика Миколаївських і Севастопольських військових губернаторів щодо єврейського питання // Наукові праці історичного факультету Запорізького державного університету. Вип. ХІІ. — Запоріжжя, 2000. — С. 5—13.
16. Левченко Л. Л. Євреї на терені Миколаївського військового губернаторства у ХІХ ст. // Запорожские еврейские чтения. Вып. 3. — Запорожье: «ДИВО», 1999. — С. 17—23.
17. Левченко Л. Л. Адміністративно-територіальний устрій та управління у Миколаївському військовому губернаторстві у ХІХ ст. // Наукові праці історичного факультету Запорізького державного університету. Вип. VII. — Запоріжжя: РА «Тандем-У», 1999. — С. 132—139.
18. Левченко Л. Л. Миколаївський військовий губернатор Микола Васильович Копитов // Наукові праці. Національний університет «Києво-Могилянська Академія». Миколаївська філія. — Т. IV: Збірник наукових праць до щорічної науково-методичної конференції «Могилянські читання 99». — Миколаїв: Видавничий відділ МФ НаУКМА, 1999. — С. 16—18.
19. Левченко Л. Л. Історія заснування Миколаївського військового губернаторства // Наукові праці. Національний університет «Києво-Могилянська Академія». Миколаївська філія. — Т. 2. — Миколаїв, 1999. — С. 19—24.
20. Левченко Л. Л. Діяльність військового губернатора Миколаєва Б. О. Глазенапа на користь відкриття Миколаївського порту для пожвавлення економіки і торгівлі // Південна Україна: проблеми історичних досліджень. Збірник наукових праць. Ч. 2. — Миколаїв, 1998. — С. 6—13.
21. Левченко Л. Л. Б. О. Глазенап і реформа міського управління у Миколаєві // Національний університет «Києво-Могилянська Академія». Миколаївська філія. Наукові праці. — Т. 1. Миколаїв, 1998. — С. 39—43.
22. Левченко Л. Л. Зростання кількості населення Миколаївського військового губернаторства (1805—1900 рр.) // Заселення Півдня України: проблеми національного та культурного розвитку. Наукові доповіді Міжнародної науково-методичної конференції. Ч. 1. — Херсон, 1997. — С. 186—189.
23. Левченко Л. Л. Организация административно-управленческого и полицейского аппарата в Николаевском и Севастопольском военном губернаторстве // Великий історик, державний діяч, патріот України. Тези і матеріали доповідей ІІ Миколаївської обласної історико-краєзнавчої конференції, присвяченої 130-річчю з дня народження М. С. Грушевського. — Миколаїв, 1996. — С. 61—71.
24. Левченко Л. Л. Купецтво Півдня України кінця XVIII — початку ХХ ст.: огляд архівних фондів за темою дослідження // Наукові праці. Національний університет «Києво-Могилянська Академія». Миколаївська філія. — Т. 62. Випуск 49. — Миколаїв, 2006. — С. 119—127.
25. Левченко Л. До історії створення Національного архіву Сполучених Штатів Америки (Початок. Закінчення у № 1, 2010) / Л. Л. Левченко // Архіви України. — К., 2009. — № 6. — С. 227—250.
26. Левченко Л. До історії створення Національного архіву Сполучених Штатів Америки (Закінчення. Початок у № 6, 2009 р.) / Л. Л. Левченко // Архіви України. — К., 2010. — Вип. 1. — С. 141—161.
27. Левченко Л. Видання пам'яток документальної історичної спадщини американського народу / Л. Л. Левченко // Пам'ятки: археогр. щорічник / Укрдержархів, УНДІАСД. — К., 2011. — Т. 12. — С. 173—194.
28. Левченко Л. Законодавчо-нормативне регулювання засекречування і розсекречування документів у США / Л. Л. Левченко // Архіви України. — К., 2012. — № 2. — С. 181—241.
29. Левченко Л. Деякі аспекти науково-технічного опрацювання та комплектування архівних інституцій США документами сучасної епохи / Л. Л. Левченко // Архіви України. — К., 2012. — № 3. — С. 112—130.
30. Левченко Л. Архіви штатів у системі архівних установ США / Л. Л. Левченко // Архіви України. — К., 2012. — № 4. — С. 150—177.
31. Левченко Л. Передумови створення та період становлення Товариства американських архівістів / Л. Л. Левченко // Архіви України. — К., 2012. — № 5. — С. 154—181.
32. Левченко Л. Архівна періодика США: «голос професії» / Л. Л. Левченко // Архіви України. — К., 2012. — № 6. — С. 141—172.
33. Левченко Л. Поль Левінсон і дослідження методів вибіркової експертизи цінності документів у Сполучених Штатах Америки / Л. Л. Левченко // Сумський історико-архівний журнал. — Суми, 2012. — № 16/17. — С. 7—17.
34. Левченко Л. Професійні асоціації архівістів США та перспективи розвитку професійних організацій архівістів України / Л. Л. Левченко // Чорноморський літопис: наук. журн.- Миколаїв: ЧДУ ім. Петра Могили, 2012.- Вип. 6. — С. 142—160.
35. Левченко Л. Розробка теорії експертизи цінності документів у працях видатних американських учених-архівістів / Л. Л. Левченко // Рукописна та книжкова спадщина України: археогр. дослідж. унік. архів. та бібл. фондів / НАН України, Нац. б-ка України ім. В. І. Вернадського, Ін-т рукопису. — К., 2012. — Вип. 16. — С. 362—389.
36. Левченко Л. Теоретичний і практичний внесок видатних американських учених-архівістів до розвитку архівної справи в Сполучених Штатах Америки та заснування Національного архіву США / Л. Л. Левченко // Наукові праці: наук.-метод. журн. — Миколаїв: ЧДУ ім. Петра Могили, 2012. — Вип. 168, т. 180 : [Історія]. — C. 100—109.
37. Левченко Л. Американська академія сертифікованих архівістів / Л. Л. Левченко // Гілея: наук. вісн. — К. : ВІР УАН, 2012. — Вип. 64 (№ 9). — С. 151—158.
38. Левченко Л. Архівні стандарти США: історія, структури, процедури прийняття і впровадження / Л. Л. Левченко // Гілея: наук. вісн. — К. : ВІР УАН, 2012. — Вип. 63 (№ 8). — С. 218—224.
39. Левченко Л. Вирішення стратегічних завдань у галузі забезпечення збереженості електронних документів: міжнародний проект InterPARES [Текст] / Л. Л. Левченко // Студії з архів. справи та документознавства / Укрдержархів, УНДІАСД. — К., 2012. — Т. 20. — С. 287—294.
40. Левченко Л. Методи вибіркової експертизи цінності документів для постійного зберігання в архівах Сполучених Штатів Америки / Л. Л. Левченко // Наукові праці Національної бібліотеки України ім. В. І. Вернадського / НАН України, Нац. б-ка України ім. В. І. Вернадського, Асоц. б-к України. — К., 2012.- Вип. 33. — С. 358—370.
41. Левченко Л. Популяризація джерел національної пам'яті у США: шлях у два століття / Л. Л. Левченко // Національна пам'ять: соціокультурний та духовний виміри. Національна та історична пам'ять: зб. наук. пр. — К. : ДП "НВЦ «Пріоритети», 2012. — Вип. 4. — С. 115—126.
42. Левченко Л. Видатні історики-архівісти США та їх внесок у збереження документального надбання американської нації / Л. Л. Левченко // Наукові праці: наук.-метод. журн. — Миколаїв: ЧДУ ім. Петра Могили, 2012. — Вип. 186, т. 198 : [Історія]. — C. 59—72.
43. Левченко Л. Архівна освіта в США: можливості застосування американських підходів до її організації в Україні / Л. Л. Левченко // Волинські історичні записки: зб. наук. пр. — Житомир: ЖДУ ім. І. Франка, 2012. — Т. 8. — С. 170—184.
44. Левченко Л. Національний архів США у Другу світову війну та повоєнні роки / Л. Л. Левченко // Чорноморський літопис: наук. журн. — Миколаїв: Вид-во ЧДУ ім. Петра Могили, 2013. — Вип. 7. — С. 179—198.
45. Левченко Л. «Нові архіви» у ретроспективі міжнародної діяльності американських архівістів / Л. Л. Левченко // Історичний архів: наук. студії. — Миколаїв: Вид-во ЧДУ ім. Петра Могили, 2013. — Вип. 10. — С. 136—154.
46. Левченко Л. Програми захисту архівів під час техногенних і природних катастроф сучасного світу (з досвіду США) / Л. Л. Левченко // Архіви України. — К., 2013. — № 1. — С. 217—238.
47. Левченко Л. Офіційна публікація законів та нормативних актів як функція Національного архіву США / Л. Л. Левченко // Архіви України. — К., 2013. — № 2. — С. 163—179.
48. Левченко Л. Американські архівісти про американські архіви (історіографічний огляд праць американських архівістів, вчених і практиків, з історії та діяльності архівів штатів та округів) / Л. Л. Левченко // Архіви України. — К., 2013. — № 3. — С. 145—185.
49. Левченко Л. Архівний рух історичних товариств, утворення і розвиток архівних установ у Південно-атлантичних штатах США / Л. Л. Левченко // Архіви України. — К., 2013. — № 4. — С. 201—243.
50. Левченко Л. Товариство американських архівістів: установчі документи, організація управління, структура, основні напрями та пріоритети діяльності / Л. Л. Левченко // Архіви України. — К., 2013. — № 5. — С. 181—204.
51. Левченко Л. Ініціативи Сполучених Штатів Америки у галузі забезпечення збереженості архівних ресурсів людства та розвитку інституту міжнародної допомоги в архівній сфері у період Холодної війни (1945—1991) / Л. Л. Левченко // Гілея: наук. вісн. — К. : Нац. пед. ун-т ім. М. П. Драгоманова ; Укр. академія наук, 2013. — Вип. 70 (№ 3). — С. 263—274.
52. Левченко Л. Питання систематизації архівних документів у контексті історії архівної справи Сполучених Штатів Америки / Л. Л. Левченко // Гілея: наук. вісн. — К. : ВІР УАН, 2013. — Вип. 68 (№ 1). — С. 212—219.
53. Левченко Л. Питання систематизації архівних документів у контексті історії архівної справи Сполучених Штатів Америки / Л. Л. Левченко // Гілея: наук. вісн. — К. : ВІР УАН, 2013. — Вип. 69 (№ 2). — С. 310—318.
54. Левченко Л. Луїзіана і Техас: створення архівних установ та відновлення втрачених документальних комплексів колоніального періоду в оцінці сучасного українського архівіста / Л. Л. Левченко // Чорноморський літопис: наук. журн. — Миколаїв: ЧДУ ім. Петра Могили, 2013. — Вип. 8. — С. 142—154.
55. Левченко Л. XVI Міжнародний конгрес архівів та розвиток національних архівів Малайзії (за результатами роботи української делегації у м. Куала-Лумпур) / Л. Л. Левченко // Архіви України. — К., 2010. — № 1. — С. 180—191.
56. Левченко Л. Друга конференція архівів слов'янських держав / Л. Л. Левченко // Архіви України. — К., 2011. — № 6. — С. 197—213.
57. Левченко Л. Л., Мельник М. О. Поповнення фондів Державного архіву Миколаївської області документами з історії Другої світової війни / Л. Л. Левченко // Архіви України. — К., 2010. — № 2. — С. 209—221.
58. Левченко Л. Особливості функціонування Інтернет-сайтів архівних служб країн Південно-Східної Азії / Л. Л. Левченко // Архіви України. — К., 2009. — № 3—4. — С. 213—226.
59. Левченко Л. Центральний Чорноморський архів: післямова до подій 1934 року / Л. Л. Левченко // Архіви України. — К., 2014. — № 2. — С. 165—214.
60. Левченко Л. Видатний польський архівіст Густав Каленський та його праця «Brakowanie akt» / Л. Л. Левченко // Архіви України. — К., 2014. — № 4—5. — С. 281—317.
61. Матяш І. Б., Левченко Л. Л. Питання колективної пам'яті в роботі Міжнародної вищої архівної конференції в Парижі / Національна та історична пам'ять: збірник наукових праць / Гол. ред. Солдатенко В. Ф.; Заст. гол. ред.: Кривошея В. В., Вєдєнєєв В. В.; Відп. секр. Волянюк О. Я. Український інститут національної пам'яті. — Вип. 6. — К.: "НВЦ «Пріоритети», 2013. — С. 274—283.
62. Матяш І. Б., Левченко Л. Л. Міжнародна наукова конференція «Місце архівістів та роль архівів у суспільстві сьогодні й завтра // Український історичний журнал. — К., 2013. — № 1. — С. 223—228.
63. Левченко Л. Л. Історія Національного архіву США в працях американських авторів // Спеціальні історичні дисципліни. Число 22—23. — К.: Інститут історії України НАН України, 2013. — С. 6—25.
64. Левченко Л. Л. Правові засади діяльності архівних установ США // сучасні засоби збереження документів та нові методологічні підходи до наукових досліджень і застосування документів Національного архівного фонду України. Науковий збірник за підсумками Всеукраїнської науково-практичної конференції. м. Кам'янець- Подільський, 20—21 вересня 2012 року. — Кам'янець-Подільський національний університет імені Івана Огієнка, 2012. — С. 40—49.
65. Левченко Л. Л. Центри документації як вирішення проблеми тимчасового зберігання документів (досвід Сполучених Штатів Америки) // Актуальні проблеми соціально-гуманітарних наук. Матеріали Всеукраїнської наукової конференції, 7—8 жовтня 2012 року. Ч. 1. — Дніпропетровськ, 2012. — С. 172—174.
66. Левченко Л. Л. Проект InterPARES: вирішення проблеми забезпечення збереженості електронних документів (міжнародний досвід) // Електронний документ: актуальні завдання та практичне впровадження (життєвий цикл електронного документа). Матеріали Міжнародної науково-практичної конференції, 11—12 жовтня 2012 р., м. Київ. — С. 73—80.
67. Левченко Л. Л. Ернст Познер та інші американські вчені. Персональний внесок у заснування професії менеджера з управління документацією // Матеріали Всеукраїнської науково-практичної конференції молодих вчених і студентів „Проблеми формування інформаційної культури особистості“. 2 листопада 2012 р. — Маріуполь, 2012. — С. 6—11.
68. Левченко Л. Л. Американські програми захисту архівів у умовах техногенних і природних катастроф сучасного світу // Інформаційно-документальні комунікації в глобалізованому суспільстві. Матеріали Міжнародної науково-практичної конференції. 21—23 березня, м. Київ, Україна. — С. 81—83.
69. Левченко Л. Л. До питання про переклад і вживання американської архівної термінології // Документ, мова, соціум. Матеріали Міжнародної науково-практичної конференції. Київ, 11—12 квітня 2013 року. — Київ, 2013. — С. 101—105.
70. Левченко Л. Л. Проблема автентичності електронних документів в американському архівознавстві // Освіта і наука в Україні. Матеріали Всеукраїнської наукової конференції, 21—23 червня 2013 року. Ч. ІІ. — Дніпропетровськ: Національна металургійна академія України, 2013. — С. 205—209.
71. Левченко Л. Л. Сучасний досвід підготовки фахівців у галузі архівної справи в університетах США // Ольвійський форум — 2013. Стратегії країн Причорноморського регіону в геополітичному просторі. Політичні трансформації в перехідних суспільствах: світ і Україна. 5—9 червня 2013 р. Т. 4. — Миколаїв-Ялта, 2013. — С. 14—20.
72. Левченко Л. Л. До питання про дотримання принципу „Архіви поза політикою“ (на прикладі Сполучених Штатів Америки) // Актуальні питання, проблеми та перспективи розвитку гуманітаристики у сучасному інформаційному просторі: національний та інтернаціональний аспекти. Збірник наукових праць за матеріалами VI Міжнародної науково-практичної конференції від 30—31 травня 2013 року. Ч. 2. — Рубіжне, Луганськ, Житомир, Новочеркаськ, баку, Ніш, Зелена Гура, 2013. — С. 160—168.
73. Левченко Л. Л. Утворення та розвиток регіональних архівів США // Вісник Національного університету імені Тараса Шевченка. За матеріалами Міжнародної науково-практичної конференції „Актуальні проблеми новітньої історії зарубіжних країн (до 105-ї річниці з дня народження д. і. н., проф.. В. Я. Тарасенка та 20—річчя встановлення дипломатичних відносин між Україною та Державою Ізраїль)“. — Київ, 18—19 жовтня 2012 року)». — № 1(114)/2013. — С. 37—38.
74. Горбуров К. Є., Горбуров Є. Г., Левченко Л. Л., Климова Л. С. Голод 1946—1947 років на Миколаївщині. Мовою архівних документів. — Миколаїв: Видавець Шамрай П. М., 2010. — 300 с.
75. Горбуров Е. Г., Горбуров К. Е., Левченко Л. Л., Мельник М. А. Николаевская область в годы Великой Отечественной войны 1941—1945 гг. Документы и материалы свидетельствуют / Е. Г. Горбуров, К. Е. Горбуров, Л. Л. Левченко, М. А. Мельник. — Николаев: Издатель П. Н. Шамрай, 2014. — 348 с., ил.
76. Голодомор 1932—1933 рр. на Миколаївщині. Свідчать архівні документи / Редкол. Л. Л. Левченко (відп. редактор) та ін.. — Т. 1: Реєстр документів меморіального характеру з фондів державного архіву, які свідчать про причини, перебіг та наслідки Голодомору 1932—1933 років у Миколаївській області. — Миколаїв: ТОВ «Фірма Іліон», 2008. — 386 с.
77. Левченко Л. Формирование системы архивного образования в США: ученые, дискуссии, результаты / Л. Л. Левченко // Беларускі археаграфічны штогоднік. — Мінск, 2012. — Вып. 13. — С. 260—274.
78. Левченко Л. О структуре архивной системы в США / Л. Л. Левченко // Делопроизводство: ежеквартальный журн. — Кострома, 2013. — № 4. — С. 109—117.
79. Левченко Л. Общества архивистов в США / Л. Л. Левченко // Отечественные архивы. — Москва, 2013. — № 5. — С. 66—79.
80. Левченко Л. Обеспечение сохранности электронных документов в Национальном архиве Соединенных Штатов Америки. Ч. 1 / Л. Л. Левченко // Вестник архивиста. — Москва, 2013. — № 3. — С. 262—270.
81. Левченко Л. Обеспечение сохранности электронных документов в Национальном архиве Соединенных Штатов Америки. Ч. 2 / Л. Л. Левченко // Вестник архивиста. — Москва, 2013. — № 4. — С. 212—223.
82. Левченко Л. О развитии теории экспертизы ценности документов в США (от профессиональной методологии к социальной эпистемологии) / Л. Л. Левченко // Перспективы науки. — Тамбов, 2014. — № 2. — С. 99—112.
83. Левченко Л. Судьба евреев в Николаевско-Севастопольском военном губернаторстве в ХІХ в. / Л. Левченко // Сборник документов и материалов «Еврейское население на Николаевщине». Государственный архив Николаевской области. Том 1. — Николаев: Атолл, 2004. — С. 12—22.
84. Левченко Л. Л., Окорокова Л. І. Шнеєр Самарович Людковський — краєзнавець, історик-архівіст, громадський діяч // Сборник документов и материалов «Еврейское население на Николаевщине». Государственный архив Николаевской области. Том 2. — Николаев: Атолл, 2004. — С. 32—39.
85. Державотворці Миколаївщини. Від Григорія Потьомкіна до Миколи Круглова. — Укладачі: Левченко Л. Л., Серединський О. В., Колесник Н. А. Миколаїв: Видавець Шамрай П. М., 2010 — 64 с.
86. Левченко Л., Серединський О. Миколаївщина: До 75-річчя з дня утворення області // Автограф. Век XXI. — Николаев: АРТ-Пресс, 2012. — № 02 (28, червень). — С. 76—79.
87. Окорокова Людмила, Левченко Лариса. Створення страхового фонду на цифрових носіях в держархіві Миколаївської області (з досвіду роботи) // Студії з архівної справи та документознавства / Укрдержархів, УНДІАСД. — Т. 6.- К., 2000. — С. 85—87.
88. Левченко Л. Л. До історії створення архівних установ у середньо-атлантичних штатах США: від історичних товариств до офіційних архівів (на прикладі штатів Нью-Йорк і Пенсільванія) / Л. Л. Левченко // Національна та історична пам'ять: зб. наук. пр. — К.: Пріоритети, 2013. — Вип. 8. — С. 111—123.
89. Левченко Л. Л. «Типово американські» архівні установи «Промислового поясу» США (північно-східні центральні штати: Огайо, Іллінойс, Індіана, Вісконсин, Мічиган) / Л. Л. Левченко // Наукові праці [Чорноморського державного університету імені Петра Могили комплексу «Києво-Могилянська академія»]. Сер. : Історія . — 2014. — Т. 227, Вип. 215. — С. 119—128.
90. Левченко Л. Л. Сертифікація архівних працівників у реалізації вимог інформаційного суспільства: досвід США / Л. Л. Левченко // Інформаційне суспільство: глобальні виклики та особистісний вимір: монографія / Наук. ред. Г. І. Батичко. — Маріуполь, 2012. — С. 70—81.
91. Левченко Л. Л. Зарубіжний та вітчизняний досвід архівної освіти / Л. Л. Левченко // Інформаційне суспільство: глобальні виклики та особистісний вимір: монографія / Наук. ред. Г. І. Батичко. — Маріуполь, 2012. — С. 178—198.
92. Левченко Лариса. Вся Севастопольська влада. Екскурс в минуле (початок) // Морська держава. Журнал. — Севастополь: Флот України, 2005. — № 16.
93. Левченко Лариса. Вся Севастопольська влада. Екскурс в минуле (закінчення) // Морська держава. Журнал. — Севастополь: Флот України, 2005. — № 17.

| Володимир Вернадський | Це незавершена стаття про українську науковицю. Ви можете допомогти проєкту, виправивши або дописавши її. |

1. ↑  Директорку держархіву Миколаївської області призначили заступником Голови Держархівслужби України. Історична правда. Архів оригіналу за 1 серпня 2020. Процитовано 8 вересня 2020.
2. ↑  Кабінет Міністрів України - Про призначення Левченко Л. Л. заступником Голови Державної архівної служби України. www.kmu.gov.ua (ua) . Архів оригіналу за 11 листопада 2021. Процитовано 8 вересня 2020.